# Törntrastar
Törntrastar (Collurincincla) är ett släkte med fåglar i familjen visslare inom ordningen tättingar. Arterna i släktet förekommer på Nya Guinea och i Australien. Släktet omfattar fem arter:
- Gråryggig törntrast (Colluricincla  boweri)
- Sottörntrast (Colluricincla  tenebrosa)
- Mindre törntrast (Colluricincla megarhyncha)
- Grå törntrast (Colluricincla harmonica)
- Klipptörntrast (Colluricincla woodwardi)